# 李金生 (1869年)
李金生（1869年—1938年4月17日），福建省崇安县兴田乡黄土村人。中国工农红军人物。

## 生平
1934年加入中国工农红军，随后加入中国共产党，曾任建阳县苏维埃政府财政部长、麻沙区委书记。1938年4月17日凌晨，国民党驻麻沙警卫队突然袭击中共建阳县委驻地梁仰村，制造“建阳事件”，县委书记邱有贵和麻沙、莒口两区区委书记李金生、刘家只被杀。